# Йоахім Вернер (веслувальник)
Йоахім Вернер (нім. Joachim Werner; 19 липня 1939 — 10 липня 2010) — німецький академічний веслувальник.
Олімпійський чемпіон 1964 року в складі розпашної четвірки зі стерновим.
Чемпіон Європи 1963 року в складі розпашної четвірки зі стерновим, срібний призер 1964 року в складі розпашної четвірки зі стерновим.